# Avenue du Général-Marguerite
L'avenue du Général-Margueritte est une voie du 7e arrondissement de Paris, en France.

## Situation et accès
L'avenue du Général-Margueritte est une voie publique piétonne située sur le Champ-de-Mars, dans le 7e arrondissement de Paris. Elle débute allée Adrienne-Lecouvreur et se termine allée Thomy-Thierry.

## Origine du nom
Elle porte le nom du général Jean-Auguste Margueritte (1823-1870).

## Historique
La voie prend sa dénomination actuelle en 1934.

## Bâtiments remarquables et lieux de mémoire
- Champ-de-Mars
- Théâtre guignol du Champ de Mars

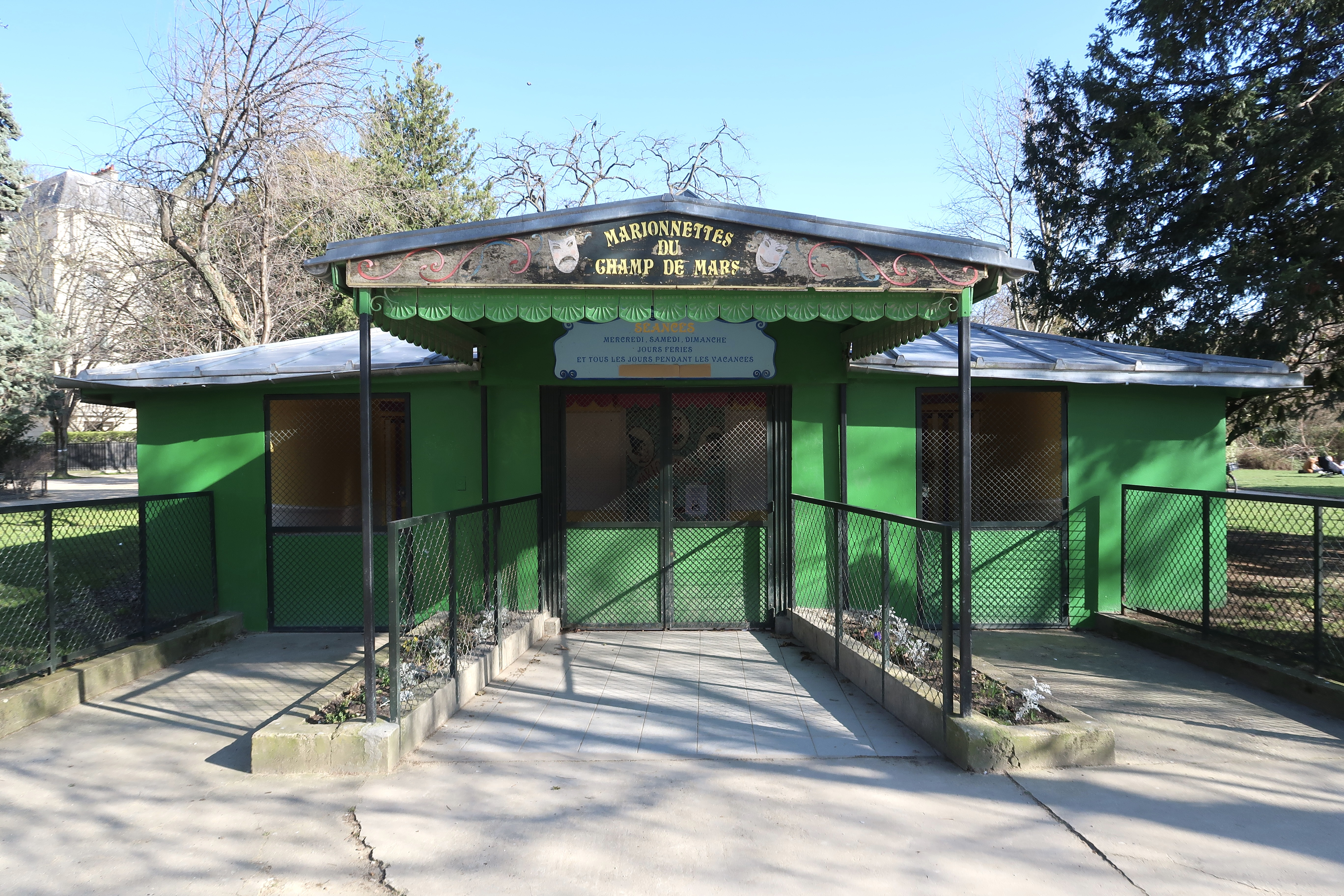
Théâtre.